# 部族
部族（ぶぞく）とは、民族や氏族と同様に同一の出自や歴史的背景を持ち、共通の文化や言語、価値観の上で共同生活を営むとされる集団の単位のこと。主に近代的民族概念と異なる社会形態をもつとされる集団に対して用いられる。

## 概説
史学において使われる場合部族は、近代国家成立以前の言語集団あるいは政治集団を対象に広く一般に使われるカテゴリーのことであるが、現在の集団に対して用いる場合には、様々な問題が含まれているとして、多くの人類学者によって批判され、近年は民族という語に統一されつつある。その用法は
1. 文化・言語を共有する集団で、「未開社会」とほぼ同義とされるもの
2. 親族関係や出自によって構成され、社会進化の一段階に対応するもの
3. 一定の領域によって規定される政治集団であるが、中央的権力を欠くもの

である。とくに2.はバンド-部族-首長制-未開国家という政治機構の段階論の中で位置づけられていた。
進化における一段階という議論は強く批判されたために、人類学において実際の集団にたいして部族というカテゴリーが使用されることは廃れたが、フリードは「二次的な現象としての部族」という考えかたを提供した。フリードのアイデアを推し進めたサウゾルによれば、多くの部族は植民地化の過程において、植民地行政こそが部族形成に関与したと指摘した。サハラ以南のアフリカの多くの部族や、北米の「保留地」に押し込められたインディアン諸部族がその例である。
かつての東西陣営では、民族あるいは部族を次のように定義していた。共産圏ではヨシフ・スターリンの定義「民族とは、言語、地域、経済生活および文化の共通性のうちに現れる心理状態の共通性を基礎として生じたところの歴史的に構成された人々の堅固な共同体」が使われ、西側ではマックス・ウェーバーの「同じような身体的特性と文化慣習、移住や植民といった共通の記憶やふるさとと意識、さらには出自をともにしているという主観的な信念」という条件が使われていた。しかし先述の通り、部族は二次的なものであり、実態と異なることが知られている。
部族社会（ぶそくしゃかい）は、部族を中心に成り立つ社会のことである。部族の独自性を優先させるために侵略者との紛争が起きやすい。

## アフリカ諸国における部族
アフリカにおいて部族とされた、あるいは部族とされている人々はどのようなまとまりを押し付けられたり、構築したりしているのかを事例をあげて説明する。
現在人類学者が理解しているアフリカの民族の最も重要で基本的な社会的な単位は、土地を共有し、具体的な血縁関係が把握される血縁集団（リネージュ）である。植民地支配以前、移動も戦闘もこうした集団を単位として行われ、人々は合従連衡を繰り返しながら生活してきた。現在の部族、あるいは民族集団という単位は、このような血縁集団同士が自発的に集合して民族集団として組織された集団と、ヨーロッパ諸国によって植民地に組み込まれる際に、土地の支配権の譲渡の契約を交わすためや分断間接統治を行うために、本来はまとまっていなかった複数の血縁集団を一つのものとして仮構された集団がある。植民地政府は場合によっては、まとまりを捏造してその代表としての首長を作り出したことも知られている。王国や首長制度をしいていた地域では、被支配階級の人々が異なる言語を話していたとしてもひとまとまりの部族であるとしたり、逆にツチとフツのようにほとんど違いがないにもかかわらず、比較的牧畜に重きを置いていた人々をツチ族とし、支配階級という形で分断した場合もあった。
一方で植民地支配が開始された以降もアフリカ人は押し付けられた部族という枠組みをそのまま受け継いでいるわけではない。間接統治は人々を「部族」の「ホームランド」に縛り付け、移動を制限し、「首長」を介して労働力を徴収するシステムであったが、人々はそれに縛られることなく、場合によっては移動し、先住者のいるところに居候し、移住先で新たな氏族を誕生させることもあった（アバメニャ・システム）。このような居候や漂流者を媒介にしてつくられた同盟関係は“氏族”単位での結びつきを生み、民族同士の全面対立につながらないネットワークを生み出す源泉となっている。

## アメリカ・インディアンにおける部族
アメリカ・インディアンにおける部族は母系氏族社会を基本としており、アフリカの部族と異なって王国や首長制度というものがなく、「族長」や「首長」は存在しない。したがって「バンド-部族-首長制」という図式は当てはまらない。植民地政府に降伏をする代表としての首長がいなかったため、アメリカ合衆国は保留地制度をインディアン部族に押し付けるなかで、19世紀末より「部族会議」を保留地内に設置し、「部族議長」を選ばせている。この独任制の長官である首長制度は、合議制を基本とするインディアンの文化に本来なかったものなので、彼らの社会システムを狂わせる結果となって、現在も悪影響を及ぼしている。

## アラブ社会における部族
アラブ社会では現在でも部族社会であり、多くの人間が国家よりも部族に対して帰属意識や忠誠心を持っている。
アラブ社会では部族ごとの部族習慣法（アーダ）を持つことが認められており、部族長が実質的な地方自治体のトップになっている。
部族間問題は結婚や就職にいたるまで社会のあらゆる面で問題になっており、中東の国家では国家元首の属する部族が優遇され、敵対する部族は過酷なまでに冷遇される状況が続いている。
サッダーム・フセイン政権下のイラクやムアンマル・カッザーフィー（カダフィ）政権下のリビアなど国家元首が属する部族が社会の支配者層を形成している国も多い。イラクで拡張主義やシャイフと高官の手による私有財産の集中などが増し、部族連合とマムルーク間の混乱があった。
権力の集中化と強化を象徴している貨幣の役割、不動産、法的基盤、1858年および1932年の土地法によって、関係は親族関係は弱められ、物質的所有が強まっていった。 バタートゥ氏によると、都市部のアラブ人はイスラム教とオスマン帝国の法律に基づいて統治され、一方、部族のアラブ人は「イスラム教的な古代部族の慣習」に基づいて統治されていたという。 都市や部族の違いに加えて、部族間の分離および都市間の分離があり、イスラム教の下では団結していても、シーア派とスンニ派の対立下では分裂し、別々のマハッラで生活しながら原始的な通信の下では疎遠になっていた（これが保護の形となっていた）。 部族社会では軍人や公務員も国家よりも部族に対して忠誠心を持つため、部族間抗争が即内戦へと発展することが多いため軍や警察など国家の暴力装置が支配者部族による独占支配になりやすい。このため、支配者層に有能な人材が乏しくなり、結果として国家が疲弊することも珍しくない。
サウジアラビアでは部族社会の問題に対処するために長年にわたり部族解体政策を進めているが、未だに部族社会の解消には至っていない。